# かすみがうら市
かすみがうら市（かすみがうらし）は、茨城県の県南地域に位置する市。

## 概要
霞ヶ浦に面した市。いわゆる「平成の大合併」における新治郡霞ヶ浦町と千代田町の合併によって2005年（平成17年）に誕生した。
市名の由来は霞ヶ浦であるが、旧2町の公平を期する観点から、漢字表記は旧霞ヶ浦町への編入合併のイメージをさせることから旧千代田町への配慮と、平成の大合併によりひらがな表記の自治体が増えてきたことの影響も受けて、漢字表記を避けてひらがな市名となった。ほかの市名候補には「かすみ市」、「にいはり市」、「ちよだ市」があった。茨城県では4つのあるうちの3番目に命名されたひらがな市名で、表記6文字の市名は、茨城県つくばみらい市および鹿児島県いちき串木野市と並んで日本最長である。

## 地理
- 東京都から60キロメートル (km) 圏内に位置する。
- 北部に恋瀬川や天の川が流れ、中央部を常磐線が走る。南東部で霞ヶ浦に接する。
- 北西部に筑波連山の低山が連なっている。
- 市域の一部は水郷筑波国定公園の一部となっている。

### 隣接している市町村
- 石岡市
- 土浦市
- 行方市

## 歴史

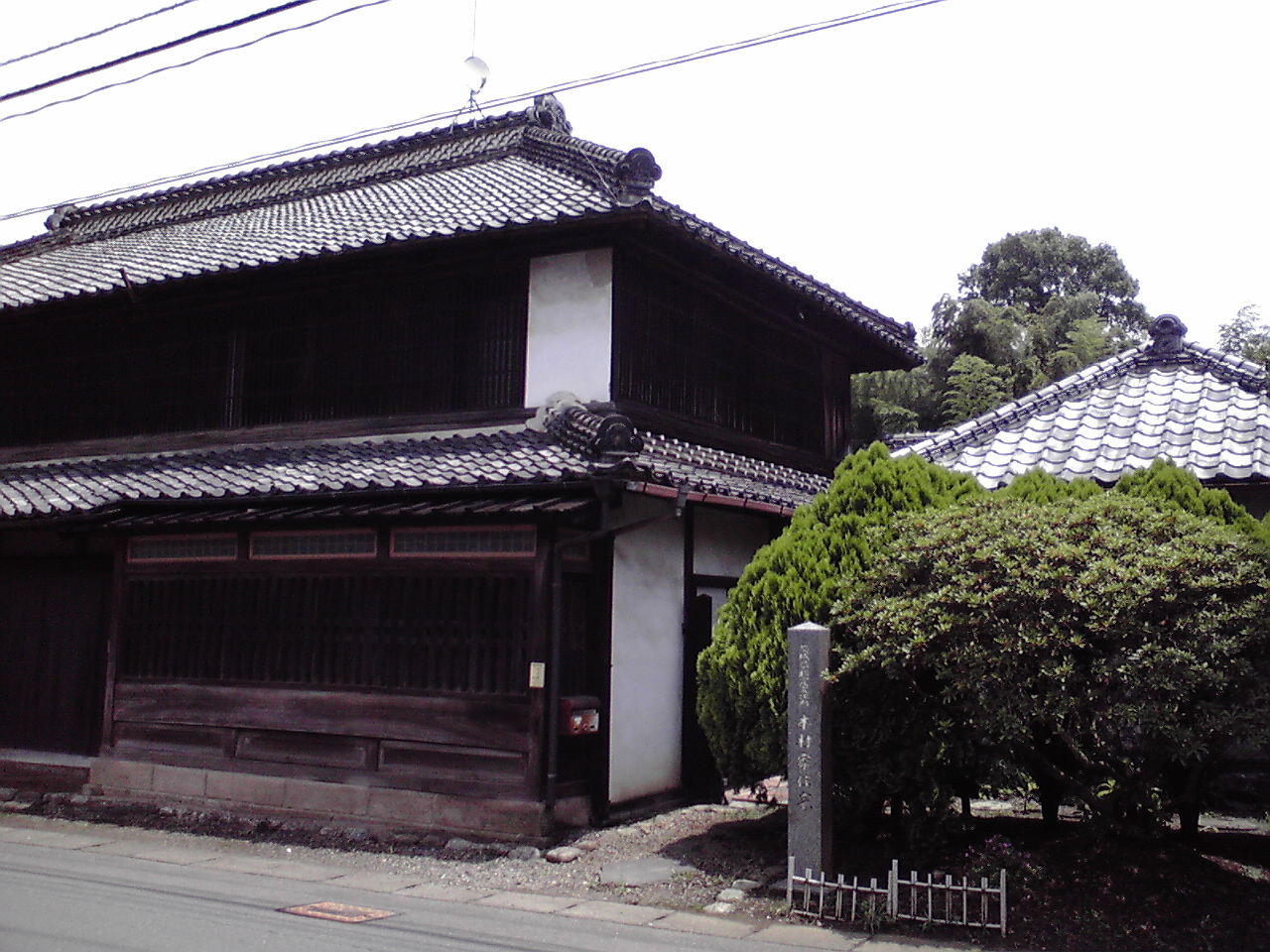
木村家住宅

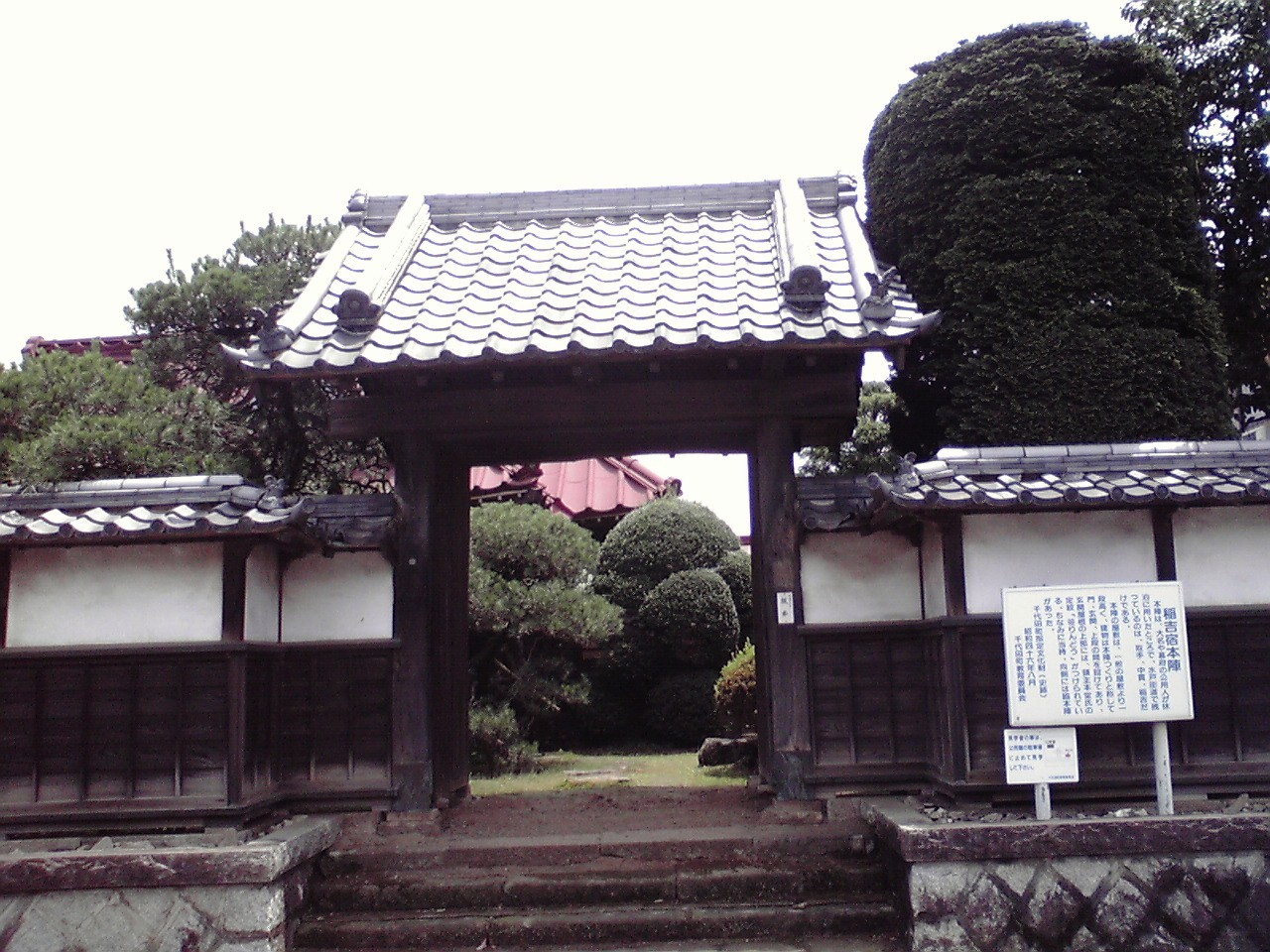
稲吉宿本陣

### 年表

#### かすみがうら市発足前
- 1895年（明治28年）11月4日 - 神立駅が開業
- 1982年（昭和57年）3月30日 - 千代田石岡インターチェンジが供用開始
- 1987年（昭和62年）3月3日 - 霞ヶ浦大橋が完成
- 1993年（平成5年）4月1日 - 国道354号（群馬県館林市 - 茨城県大洋村）が制定

#### かすみがうら市発足後
- 2005年（平成17年）3月28日 - 霞ヶ浦町・千代田町が合併し発足（新設合併）
- 2010年（平成22年）5月6日 - 霞ヶ浦庁舎、新築移転
- 2013年（平成25年）8月17日 - 千代田庁舎、改修終了

### 行政区域変遷
- 変遷の年表

| かすみがうら市市域の変遷（年表） | かすみがうら市市域の変遷（年表） | かすみがうら市市域の変遷（年表） |
| 年                               | 月日                             | 現かすみがうら市市域に関連する行政区域変遷 |
| -------------------------------- | -------------------------------- | --- |
| 1889年（明治22年）               | 4月1日                           | 町村制施行により、以下の村がそれぞれ発足。 - 旧千代田町 - 志筑村 ← 上志筑村・中志筑村・下志筑村・横堀村・大峯村・五反田村・高倉村・粟田村 - 新治村 ← 新治村・西野寺村・上土田村・下土田村・東野寺村・飯田村・市川村 - 七会村 ← 上佐谷村・中佐谷村・下佐谷村・上稲吉村・下稲吉村・雪入村・山本村 - 旧霞ヶ浦町 - 下大津村 ← 加茂村・戸崎村 - 美並村 ← 深谷村・上大堤村・下大堤村・三ツ木村・南根本村・大和田村・男神村・中台村 - 牛渡村 ← 牛渡村・有河村 - 佐賀村 ← 田伏村・坂村 - 安飾村 ← 安食村・柏崎村・岩坪村・下軽部村 - 志士庫村 ← 宍倉村・西成井村・上軽部村 |
| 1954年（昭和29年）               | 3月20日                          | 志筑村、新治村、七会村が合併し、千代田村が発足。 |
| 1955年（昭和30年）               | 2月11日                          | 下大津村・美並村・牛渡村・佐賀村・安飾村・志士庫村が合併し出島村が発足。 |
| 1992年（平成4年）                | 1月1日                           | 千代田村は町制施行により、千代田町となる。 |
| 1997年（平成9年）                | 4月1日                           | 出島村は町制施行・改称し霞ヶ浦町になる。 |
| 2005年（平成17年）               | 3月28日                          | 千代田町・霞ヶ浦町が合併しかすみがうら市が発足。 |

- 変遷表

| かすみがうら市市域の変遷表（※細かい境界の変遷は省略） | かすみがうら市市域の変遷表（※細かい境界の変遷は省略） | かすみがうら市市域の変遷表（※細かい境界の変遷は省略） | かすみがうら市市域の変遷表（※細かい境界の変遷は省略） | かすみがうら市市域の変遷表（※細かい境界の変遷は省略） | かすみがうら市市域の変遷表（※細かい境界の変遷は省略） | かすみがうら市市域の変遷表（※細かい境界の変遷は省略） | かすみがうら市市域の変遷表（※細かい境界の変遷は省略） | かすみがうら市市域の変遷表（※細かい境界の変遷は省略） |
| 1868年 以前                                           | 1868年 以前                                           | 明治元年 - 明治22年                                   | 明治22年 4月1日                                       | 明治22年 - 昭和64年                                   | 平成元年 - 現在                                       | 平成元年 - 現在                                       | 現在                                                  |                                                       |
| ----------------------------------------------------- | ----------------------------------------------------- | ----------------------------------------------------- | ----------------------------------------------------- | ----------------------------------------------------- | ----------------------------------------------------- | ----------------------------------------------------- | ----------------------------------------------------- | ----------------------------------------------------- |
|                                                       | 新治村                                                | 新治村                                                | 新治村                                                | 昭和29年3月20日 千代田村                              | 平成4年1月1日 町制                                    | 平成17年3月28日 かすみがうら市                        | かすみがうら市                                        |                                                       |
|                                                       | 上土田村                                              |                                                       | 新治村                                                | 昭和29年3月20日 千代田村                              | 平成4年1月1日 町制                                    | 平成17年3月28日 かすみがうら市                        | かすみがうら市                                        |                                                       |
|                                                       | 下土田村                                              |                                                       | 新治村                                                | 昭和29年3月20日 千代田村                              | 平成4年1月1日 町制                                    | 平成17年3月28日 かすみがうら市                        | かすみがうら市                                        |                                                       |
|                                                       | 東野寺村                                              |                                                       | 新治村                                                | 昭和29年3月20日 千代田村                              | 平成4年1月1日 町制                                    | 平成17年3月28日 かすみがうら市                        | かすみがうら市                                        |                                                       |
|                                                       | 西野寺村                                              |                                                       | 新治村                                                | 昭和29年3月20日 千代田村                              | 平成4年1月1日 町制                                    | 平成17年3月28日 かすみがうら市                        | かすみがうら市                                        |                                                       |
|                                                       | 飯田村                                                |                                                       | 新治村                                                | 昭和29年3月20日 千代田村                              | 平成4年1月1日 町制                                    | 平成17年3月28日 かすみがうら市                        | かすみがうら市                                        |                                                       |
|                                                       | 市川村                                                |                                                       | 新治村                                                | 昭和29年3月20日 千代田村                              | 平成4年1月1日 町制                                    | 平成17年3月28日 かすみがうら市                        | かすみがうら市                                        |                                                       |
|                                                       | 上志筑村                                              | 上志筑村                                              | 志筑村                                                | 昭和29年3月20日 千代田村                              | 平成4年1月1日 町制                                    | 平成17年3月28日 かすみがうら市                        | かすみがうら市                                        |                                                       |
|                                                       | 中志筑村                                              |                                                       | 志筑村                                                | 昭和29年3月20日 千代田村                              | 平成4年1月1日 町制                                    | 平成17年3月28日 かすみがうら市                        | かすみがうら市                                        |                                                       |
|                                                       | 下志筑村                                              |                                                       | 志筑村                                                | 昭和29年3月20日 千代田村                              | 平成4年1月1日 町制                                    | 平成17年3月28日 かすみがうら市                        | かすみがうら市                                        |                                                       |
|                                                       | 横掘村                                                |                                                       | 志筑村                                                | 昭和29年3月20日 千代田村                              | 平成4年1月1日 町制                                    | 平成17年3月28日 かすみがうら市                        | かすみがうら市                                        |                                                       |
|                                                       | 大峰村                                                |                                                       | 志筑村                                                | 昭和29年3月20日 千代田村                              | 平成4年1月1日 町制                                    | 平成17年3月28日 かすみがうら市                        | かすみがうら市                                        |                                                       |
|                                                       | 五反田村                                              |                                                       | 志筑村                                                | 昭和29年3月20日 千代田村                              | 平成4年1月1日 町制                                    | 平成17年3月28日 かすみがうら市                        | かすみがうら市                                        |                                                       |
|                                                       | 高倉村                                                |                                                       | 志筑村                                                | 昭和29年3月20日 千代田村                              | 平成4年1月1日 町制                                    | 平成17年3月28日 かすみがうら市                        | かすみがうら市                                        |                                                       |
|                                                       | 粟田村                                                |                                                       | 志筑村                                                | 昭和29年3月20日 千代田村                              | 平成4年1月1日 町制                                    | 平成17年3月28日 かすみがうら市                        | かすみがうら市                                        |                                                       |
|                                                       | 上稲吉村                                              | 上稲吉村                                              | 七会村                                                | 昭和29年3月20日 千代田村                              | 平成4年1月1日 町制                                    | 平成17年3月28日 かすみがうら市                        | かすみがうら市                                        |                                                       |
|                                                       | 下稲吉村                                              |                                                       | 七会村                                                | 昭和29年3月20日 千代田村                              | 平成4年1月1日 町制                                    | 平成17年3月28日 かすみがうら市                        | かすみがうら市                                        |                                                       |
|                                                       | 上佐谷村                                              |                                                       | 七会村                                                | 昭和29年3月20日 千代田村                              | 平成4年1月1日 町制                                    | 平成17年3月28日 かすみがうら市                        | かすみがうら市                                        |                                                       |
|                                                       | 中佐谷村                                              |                                                       | 七会村                                                | 昭和29年3月20日 千代田村                              | 平成4年1月1日 町制                                    | 平成17年3月28日 かすみがうら市                        | かすみがうら市                                        |                                                       |
|                                                       | 下佐谷村                                              |                                                       | 七会村                                                | 昭和29年3月20日 千代田村                              | 平成4年1月1日 町制                                    | 平成17年3月28日 かすみがうら市                        | かすみがうら市                                        |                                                       |
|                                                       | 雪入村                                                |                                                       | 七会村                                                | 昭和29年3月20日 千代田村                              | 平成4年1月1日 町制                                    | 平成17年3月28日 かすみがうら市                        | かすみがうら市                                        |                                                       |
|                                                       | 山本村                                                |                                                       | 七会村                                                | 昭和29年3月20日 千代田村                              | 平成4年1月1日 町制                                    | 平成17年3月28日 かすみがうら市                        | かすみがうら市                                        |                                                       |
|                                                       | 加茂村                                                | 加茂村                                                | 下大津村                                              | 昭和30年2月11日 出島村                                | 平成9年4月1日 霞ヶ浦町に 町制改称                     | 平成17年3月28日 かすみがうら市                        | かすみがうら市                                        |                                                       |
|                                                       | 戸崎村                                                |                                                       | 下大津村                                              | 昭和30年2月11日 出島村                                | 平成9年4月1日 霞ヶ浦町に 町制改称                     | 平成17年3月28日 かすみがうら市                        | かすみがうら市                                        |                                                       |
|                                                       | 深谷村                                                | 深谷村                                                | 美並村                                                | 昭和30年2月11日 出島村                                | 平成9年4月1日 霞ヶ浦町に 町制改称                     | 平成17年3月28日 かすみがうら市                        | かすみがうら市                                        |                                                       |
|                                                       | 上大堤村                                              |                                                       | 美並村                                                | 昭和30年2月11日 出島村                                | 平成9年4月1日 霞ヶ浦町に 町制改称                     | 平成17年3月28日 かすみがうら市                        | かすみがうら市                                        |                                                       |
|                                                       | 下大堤村                                              |                                                       | 美並村                                                | 昭和30年2月11日 出島村                                | 平成9年4月1日 霞ヶ浦町に 町制改称                     | 平成17年3月28日 かすみがうら市                        | かすみがうら市                                        |                                                       |
|                                                       | 三ツ木村                                              |                                                       | 美並村                                                | 昭和30年2月11日 出島村                                | 平成9年4月1日 霞ヶ浦町に 町制改称                     | 平成17年3月28日 かすみがうら市                        | かすみがうら市                                        |                                                       |
|                                                       | 南根本村                                              |                                                       | 美並村                                                | 昭和30年2月11日 出島村                                | 平成9年4月1日 霞ヶ浦町に 町制改称                     | 平成17年3月28日 かすみがうら市                        | かすみがうら市                                        |                                                       |
|                                                       | 大和田村                                              |                                                       | 美並村                                                | 昭和30年2月11日 出島村                                | 平成9年4月1日 霞ヶ浦町に 町制改称                     | 平成17年3月28日 かすみがうら市                        | かすみがうら市                                        |                                                       |
|                                                       | 男神村                                                |                                                       | 美並村                                                | 昭和30年2月11日 出島村                                | 平成9年4月1日 霞ヶ浦町に 町制改称                     | 平成17年3月28日 かすみがうら市                        | かすみがうら市                                        |                                                       |
|                                                       | 中台村                                                |                                                       | 美並村                                                | 昭和30年2月11日 出島村                                | 平成9年4月1日 霞ヶ浦町に 町制改称                     | 平成17年3月28日 かすみがうら市                        | かすみがうら市                                        |                                                       |
|                                                       | 牛渡村                                                | 牛渡村                                                | 牛渡村                                                | 昭和30年2月11日 出島村                                | 平成9年4月1日 霞ヶ浦町に 町制改称                     | 平成17年3月28日 かすみがうら市                        | かすみがうら市                                        |                                                       |
|                                                       | 有河村                                                |                                                       | 牛渡村                                                | 昭和30年2月11日 出島村                                | 平成9年4月1日 霞ヶ浦町に 町制改称                     | 平成17年3月28日 かすみがうら市                        | かすみがうら市                                        |                                                       |
|                                                       | 田伏村                                                | 田伏村                                                | 佐賀村                                                | 昭和30年2月11日 出島村                                | 平成9年4月1日 霞ヶ浦町に 町制改称                     | 平成17年3月28日 かすみがうら市                        | かすみがうら市                                        |                                                       |
|                                                       | 坂村                                                  |                                                       | 佐賀村                                                | 昭和30年2月11日 出島村                                | 平成9年4月1日 霞ヶ浦町に 町制改称                     | 平成17年3月28日 かすみがうら市                        | かすみがうら市                                        |                                                       |
|                                                       | 安食村                                                | 安食村                                                | 安飾村                                                | 昭和30年2月11日 出島村                                | 平成9年4月1日 霞ヶ浦町に 町制改称                     | 平成17年3月28日 かすみがうら市                        | かすみがうら市                                        |                                                       |
|                                                       | 柏崎村                                                |                                                       | 安飾村                                                | 昭和30年2月11日 出島村                                | 平成9年4月1日 霞ヶ浦町に 町制改称                     | 平成17年3月28日 かすみがうら市                        | かすみがうら市                                        |                                                       |
|                                                       | 岩坪村                                                | 明治20年 岩坪村                                       | 安飾村                                                | 昭和30年2月11日 出島村                                | 平成9年4月1日 霞ヶ浦町に 町制改称                     | 平成17年3月28日 かすみがうら市                        | かすみがうら市                                        |                                                       |
|                                                       | 新岩坪村                                              | 明治20年 岩坪村                                       | 安飾村                                                | 昭和30年2月11日 出島村                                | 平成9年4月1日 霞ヶ浦町に 町制改称                     | 平成17年3月28日 かすみがうら市                        | かすみがうら市                                        |                                                       |
|                                                       | 下軽部村                                              |                                                       | 安飾村                                                | 昭和30年2月11日 出島村                                | 平成9年4月1日 霞ヶ浦町に 町制改称                     | 平成17年3月28日 かすみがうら市                        | かすみがうら市                                        |                                                       |
|                                                       | 宍倉村                                                | 宍倉村                                                | 志士庫村                                              | 昭和30年2月11日 出島村                                | 平成9年4月1日 霞ヶ浦町に 町制改称                     | 平成17年3月28日 かすみがうら市                        | かすみがうら市                                        |                                                       |
|                                                       | 成井村                                                | 明治12年 西成井村                                     | 志士庫村                                              | 昭和30年2月11日 出島村                                | 平成9年4月1日 霞ヶ浦町に 町制改称                     | 平成17年3月28日 かすみがうら市                        | かすみがうら市                                        |                                                       |
|                                                       | 上軽部村                                              |                                                       | 志士庫村                                              | 昭和30年2月11日 出島村                                | 平成9年4月1日 霞ヶ浦町に 町制改称                     | 平成17年3月28日 かすみがうら市                        | かすみがうら市                                        |                                                       |

## 人口
| |                                                |  |
| かすみがうら市と全国の年齢別人口分布（2005年） | かすみがうら市の年齢・男女別人口分布（2005年） |  |
| ■紫色 ― かすみがうら市 ■緑色 ― 日本全国 | ■青色 ― 男性 ■赤色 ― 女性                      |  |
| かすみがうら市（に相当する地域）の人口の推移 \| 1970年（昭和45年） \| 30,262人 \| \| \| 1975年（昭和50年） \| 35,786人 \| \| \| 1980年（昭和55年） \| 38,797人 \| \| \| 1985年（昭和60年） \| 41,306人 \| \| \| 1990年（平成2年） \| 43,013人 \| \| \| 1995年（平成7年） \| 45,288人 \| \| \| 2000年（平成12年） \| 45,229人 \| \| \| 2005年（平成17年） \| 44,603人 \| \| \| 2010年（平成22年） \| 43,553人 \| \| \| 2015年（平成27年） \| 42,147人 \| \| \| 2020年（令和2年） \| 40,087人 \| \| |                                                |  |
| 総務省統計局 国勢調査より |                                                |  |
| 1970年（昭和45年） | 30,262人                                       |  |
| 1975年（昭和50年） | 35,786人                                       |  |
| 1980年（昭和55年） | 38,797人                                       |  |
| 1985年（昭和60年） | 41,306人                                       |  |
| 1990年（平成2年） | 43,013人                                       |  |
| 1995年（平成7年） | 45,288人                                       |  |
| 2000年（平成12年） | 45,229人                                       |  |
| 2005年（平成17年） | 44,603人                                       |  |
| 2010年（平成22年） | 43,553人                                       |  |
| 2015年（平成27年） | 42,147人                                       |  |
| 2020年（令和2年） | 40,087人                                       |  |

## 経済
- 第一次産業
  - レンコンは、隣の土浦市と合せて日本一の生産量と品質を誇る。また茨城県の指定銘柄産地に指定を受けている。
  - 梨は、県内最大の生産量と品質を誇り、茨城県の指定銘柄産地に指定を受けている。
  - 梨・柿・栗・ブドウ・イチゴ・ブルーベリーは、市のフルーツアイランドとして生産が盛んである。
  - 霞ヶ浦の水産資源は豊富で、ワカサギ、シラウオ、川エビ、ハゼ、鯉、鮒などが漁れる。
  - 水産加工品（佃煮）、茨城県最大の加工問屋があり生産量は県内最大である。
- 第二次産業及び三次産業
  - 商業施設
    - 千代田ショッピングモール「ケーヨーD2・カワチ薬品・ヨークベニマル・しまむら」

  - スーパーマーケット
    - カスミ
    - マルモ
    - セイミヤ
    - ヒーロー

  - ホームセンター
    - コメリ
    - ナフコ

- 工業団地
  - 土浦・千代田工業団地
  - 向原工業団地
  - 西山工業団地
  - 逆西工業団地
  - 天神工業団地
  - 加茂工業団地

## 行政
- 市長：宮嶋謙（2022年7月23日就任、1期目）

### 歴代市長
- 初代：鈴木三男　（2005年5月1日 - 2006年6月8日）

無投票当選。（自民・公明・社民推薦）（ 市が発注した公共工事の指名競争入札で、ある業者に便宜を計り見返りとして賄賂を受け取った収賄容疑で、2006年5月21日に逮捕され、2007年1月29日、水戸地裁にて懲役2年・執行猶予4年、追徴金100万円（求刑：懲役2年、追徴金100万円）を言い渡された。）
- 2代目：坪井透　（2006年7月23日 - 2010年7月22日）

（2006年7月、初代市長に続き無投票当選。　自民党、公明党推薦。）
- 3代目：宮嶋光昭　（2010年7月23日 - 2014年7月22日）

（2010年7月、坪井透市長との2者による選挙で勝利して初当選。）
- 4代目：坪井透　（2014年7月23日 - 2022年7月22日）

（2014年7月、宮嶋光昭市長との2者による選挙で勝利して市長返り咲き。
- 5代目：宮嶋謙　（2022年7月23日 - ）

(2022年7月、新人4人の激戦となる市長選挙で勝利して初当選。)

### 市役所庁舎
| 庁舎                                       | 所在地                      |
| 千代田庁舎                                 | かすみがうら市上土田461番地 |
| 霞ヶ浦庁舎                                 | かすみがうら市大和田562番地 |
| 中央出張所（働く女性の家）                 | かすみがうら市稲吉3-15-67   |
| 霞ヶ浦コミュニティセンター（旧あじさい館） | かすみがうら市深谷3719-1    |
| 水道事務所                                 | かすみがうら市西成井1941-1  |

千代田庁舎は2011年（平成23年）3月11日の東日本大震災によって被災したが改修により2013年（平成25年）8月19日に業務を再開した。

### 広域事務
- 茨城租税債権管理機構
- 茨城県市町村総合事務組合
- 石岡地方斎場組合
- 新治地方広域事務組合
- 土浦石岡地方社会教育センター一部事務組合
- 湖北環境衛生組合
- 石岡地区営農センター

### 警察
- 茨城県警察：土浦警察署
  - 土浦市立田町1番20号

### 消防
- かすみがうら市消防本部・かすみがうら市西消防署
  - かすみがうら市上土田501
- かすみがうら市東消防署
  - かすみがうら市宍倉2410-6

## 議会

### 市議会
- 定数：16人
- 任期満了：2019年1月28日 - 2023年1月27日

### 県議会
- 選挙区：かすみがうら市選挙区
- 定数：1人
- 任期：2023年1月8日 - 2027年1月7日
- 投票日：2022年12月11日
- 当日有権者数：33,715人
- 投票率：46.35％

| 候補者名 | 当落 | 年齢 | 所属党派   | 新旧別 | 得票数  |
| -------- | ---- | ---- | ---------- | ------ | ------- |
| 金子敏明 | 当   | 34   | 無所属     | 新     | 9,028票 |
| 外塚潔   | 落   | 61   | 自由民主党 | 現     | 6,433票 |

### 衆議院
- 選挙区：茨城6区（土浦市、石岡市、つくば市、かすみがうら市、つくばみらい市、小美玉市（旧玉里村域））
- 任期：2021年10月31日 - 2025年10月30日
- 当日有権者数：454,712人
- 投票率：53.62%

| 当落 | 候補者名 | 年齢 | 所属党派   | 新旧別 | 得票数    | 重複 |
| ---- | -------- | ---- | ---------- | ------ | --------- | ---- |
| 当   | 国光文乃 | 42   | 自由民主党 | 前     | 125,703票 | ○    |
| 比当 | 青山大人 | 42   | 立憲民主党 | 前     | 113,570票 | ○    |

## 地域

### 教育
高等学校
- つくば国際大学東風高等学校

義務教育学校
- かすみがうら市立千代田義務教育学校

中学校
- かすみがうら市立下稲吉中学校
- かすみがうら市立霞ヶ浦中学校(2014年北中学校と南中学校を統合)
- 学校法人塚原学園青葉台中等学部※2016年4月1日開校（小学校併設）

小学校
- かすみがうら市立下稲吉小学校
- かすみがうら市立下稲吉東小学校
- かすみがうら市立霞ヶ浦南小学校

- かすみがうら市立霞ヶ浦北小学校
- 学校法人塚原学園青葉台初等学部（中学校併設）

体育関連施設
- 第一常陸野公園
  - B&G海洋センター体育館・プール
  - 野球場（2面）・テニスコート（4面）
- わかぐり運動公園
  - 体育館・野球場（4面）・テニスコート（4面）・サッカー場
- 多目的運動公園
  - 体育館・野球場（2面）・テニスコート（4面）・弓道場
- 戸沢運動公園
  - サッカー場

### 住宅地区
- 稲吉東
- 稲吉
- 稲吉南
- 下稲吉
- 新治地区南部

## 交通

### 鉄道
市域を東日本旅客鉄道（JR東日本）常磐線が通過しており、神立駅の敷地が一部市内にまたがっているが、駅舎としての所在地は土浦市である。同駅の近くには市役所中央出張所や市営駐車場・駐輪場がある。

### バス
土浦市と石岡市・行方市を結ぶ路線バスが市内を経由し、地域最大の病院で土浦市おおつ野地区にある土浦協同病院や、東日本旅客鉄道（JR東日本）の土浦駅まで行ける。
しかし市内のコミュニティバスは、土浦協同病院や、東日本旅客鉄道（JR東日本）の土浦駅といった利用価値の高い施設まで直接到達できない。
- 関東鉄道（旧関鉄グリーンバス）
  - 霞ヶ浦広域バス（かすみがうら市コミュニティバスと旧関鉄観光バスの路線を再編したもの）
- 関東鉄道（土浦営業所）
  - 土浦駅〜東風高校〜ヒルズガーデン美野里線
  - 神立駅〜東風高校線

ほか

### 道路
- 高速道路
  - 常磐自動車道
    - 千代田石岡インターチェンジ
- 一般国道
  - 国道6号（水戸街道）
    - 北方面 - 石岡・小美玉・水戸・ひたちなか・日立・いわき
    - 南方面 - 土浦・牛久・龍ケ崎・取手・柏・東京

  - 国道354号
    - 東方面 - 行方・鉾田
    - 西方面 -土浦・つくば・常総・坂東・古河
- 主要地方道
  - 茨城県道53号つくば千代田線
  - 茨城県道64号土浦笠間線
- 一般県道
  - 茨城県道118号石岡田伏土浦線
  - 茨城県道138号石岡つくば線
  - 茨城県道141号牛渡馬場山土浦線
  - 茨城県道194号宍倉玉里線
  - 茨城県道197号戸崎上稲吉線
  - 茨城県道221号飯岡石岡線
- 自転車道
  - 茨城県道504号潮来土浦自転車道線

## イベント・観光・歴史

### イベント・観光
- イベント
  - 雪入山桜ウォーク「毎年4月中旬の土曜日」
  - かすみがうらマラソン「毎年4月中旬の日曜日」
  - 帆引き船フェスタ「5月のゴールデンウイーク」
  - 観光帆引き船「7月〜11月までの毎週日曜日」※　帆曳船　とも言う。
  - 観光帆引き船特別操業（合同操業・ライトアップ操業）「8月・9月・12月」
  - あゆみ祭り「毎年8月16日」2017年は熱中症対策として1ヶ月早めた7月16日開催
  - レイクサイド・サイクルフェスタ-かすみがうらエンデューロ「10月第二土曜日」

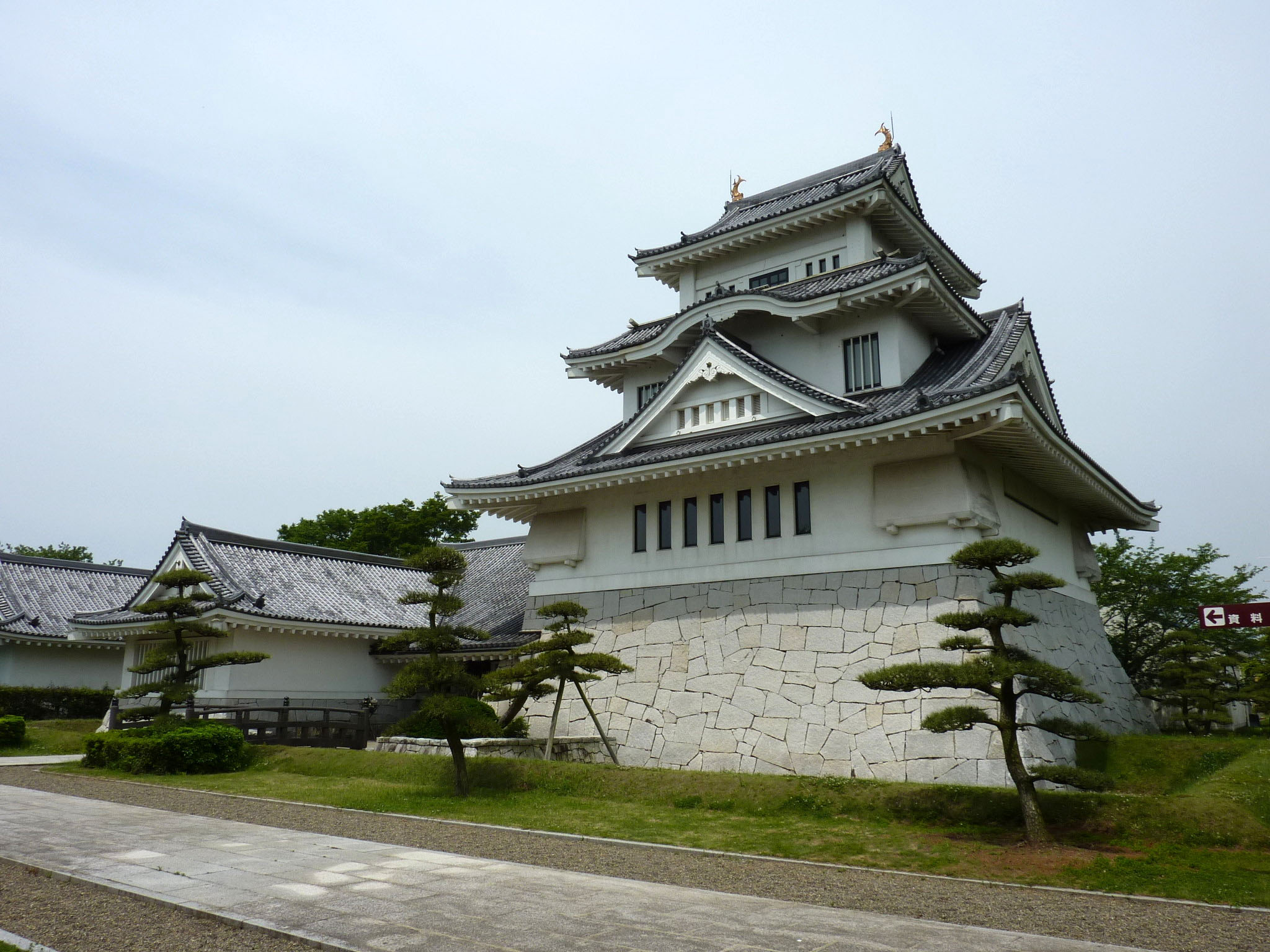
かすみがうら市郷土資料館

  - かすみがうら祭「毎年11月3日」
  - かすみがうらのお城市「毎年1月3日」

- 登山・ハイキング
  - 雪入山 (391m)
  - 青木葉山 (275m)
  - 浅間山 (344.6m)
  - 閑居山 (270m)
  - 権現山 (99.5m)

- 観光
  - 霞ヶ浦
  - 歩崎山長禅寺（歩崎観音）
  - 歩崎公園
  - かすみがうら市郷土資料館
  - かすみがうら市水族館
  - 歩崎森林公園
  - 歩崎園地
  - 胎安神社
  - 子安神社

- 観光施設
  - 交流センター
  - あゆみ庵・民家園
  - 改善センター（宿泊可）
  - 富士見塚古墳公園
  - 雪入ふれあいの里公園
  - 戸沢池
  - 三ツ石森林公園

- 果樹観光
  - ナシ - 8月-10月
  - ブドウ - 8月-10月
  - カキ - 10月-12月
  - ブルーベリー -6月-9月
  - イチゴ - 12月-6月
- タレント・キャラクター
  - アントキの猪木（ふるさと大使）
  - オニツカサリー（ふるさと大使）
  - フルーツフェアリー（果物の妖精）
  - ガウラーC
- 動画による観光宣伝
  - 検索【湖山の宝劇場】

### 歴史
- 国指定文化財

| 名称       | 種類   | 指定年月日                | 所在地 | 備考                                                                                  |
| 椎名家住宅 | 建造物 | 1968年（昭和43年）4月25日 | 加茂   | 重要文化財。延宝2年（1674年）に建てられた、現在確認されている限り東日本で最古の民家。 |

- 県指定文化財

| 名称                     | 種類       | 指定年月日                 | 所在地         | 備考        |
| 石造五輪塔               | 建造物     | 1964年（昭和39年）7月31日  | 山本           |             |
| 木村家住宅               | 建造物     | 1974年（昭和49年）11月25日 | 下稲吉         | 旅籠 皆川屋 |
| 絹本著色涅槃像           | 絵画       | 1966年（昭和41年）3月7日   | 茨城県立歴史館 |             |
| 絹本著色阿弥陀三尊来迎仏 | 絵画       | 1969年（昭和44年）12月1日  | 宍倉           |             |
| 木造地蔵菩薩立像         | 彫刻       | 1958年（昭和33年）3月12日  | 戸崎           | 松学寺      |
| 木造十一面千手観音立像   | 彫刻       | 1963年（昭和38年）8月23日  | 中志筑         |             |
| 石造阿弥陀如来立像       | 彫刻       | 1963年（昭和38年）8月23日  | 高倉           |             |
| 百体磨崖仏               | 彫刻       | 1963年（昭和38年）8月23日  | 上志筑         |             |
| 金銅仏多聞天立像         | 彫刻       | 1967年（昭和42年）3月30日  | 東野寺         |             |
| 木造阿弥陀如来立像       | 彫刻       | 1967年（昭和42年）3月30日  | 新治           |             |
| 木造阿弥陀如来坐像       | 彫刻       | 1969年（昭和44年）12月1日  | 宍倉           |             |
| 木造弘法大師坐像         | 彫刻       | 1969年（昭和44年）12月1日  | 牛渡           |             |
| 木造十一面観音菩薩坐像   | 彫刻       | 1969年（昭和44年）12月1日  | 深谷           |             |
| 木造天部形立像           | 彫刻       | 1979年（昭和54年）11月1日  | 東野寺         |             |
| 石造五輪塔               | 工芸品     | 1963年（昭和38年）8月23日  | 上佐谷         |             |
| 角赤文庫                 | 工芸品     | 1964年（昭和39年）7月31日  | 県立歴史館     |             |
| 宝珠杵                   | 工芸品     | 1965年（昭和40年）2月24日  | 深谷           |             |
| 石造五輪塔               | 工芸品     | 1966年（昭和41年）3月7日   | 上佐谷         |             |
| 鰐口                     | 工芸品     | 1969年（昭和44年）12月1日  | 安食           |             |
| 石造九重層塔             | 工芸品     | 1969年（昭和44年）12月1日  | 牛渡           |             |
| 志筑城跡                 | 史跡       | 1935年（昭和10年）11月26日 | 中志筑         |             |
| 太子古墳                 | 史跡       | 1977年（昭和52年）5月2日   | 安食           |             |
| 千代田の一里塚           | 史跡       | 1977年（昭和52年）5月2日   | 西野寺         |             |
| 熊野古墳                 | 史跡       | 1977年（昭和52年）5月2日   | 市川           |             |
| 歩崎                     | 名勝       | 1933年（昭和8年）10月6日   | 坂             |             |
| 出島の椎                 | 天然記念物 | 1958年（昭和33年）3月12日  | 下軽部         |             |

- 市指定文化財

| 名称                                                     | 種類       | 指定年月日                                              | 所在地                 |
| 稲吉宿本陣                                               | 建造物     | 1971年（昭和46年）8月1日                                | 下稲吉                 |
| 雪入の郷倉                                               | 建造物     | 1971年（昭和46年）8月1日                                | 雪入                   |
| 長興寺山門と本堂                                         | 建造物     | 1971年（昭和46年）8月1日                                | 中志筑                 |
| 千手観音堂                                               | 建造物     | 1971年（昭和46年）8月1日                                | 中志筑                 |
| 旧福田馨家住宅                                           | 建造物     | 1993年（平成5年）12月15日                               | 坂                     |
| 旧福田与兵衛家板倉                                       | 建造物     | 1993年（平成5年）12月15日                               | 坂                     |
| 絹本著色釈迦十六善神図                                   | 絵画       | 2004年（平成16年）3月25日                               | 坂                     |
| 不動明王及び二童子立像                                   | 彫刻       | 1971年（昭和46年）8月1日                                | 中志筑                 |
| 不動明王像                                               | 彫刻       | 1971年（昭和46年）8月1日                                | 上土田                 |
| 木造地蔵菩薩立像                                         | 彫刻       | 1975年（昭和50年）9月27日                               | 牛渡                   |
| 木造阿弥陀如来坐像（文殊院）                             | 彫刻       | 2003年（平成15年）4月23日                               | 下志筑                 |
| 木造聖観音菩薩立像（文殊院）                             | 彫刻       | 2003年（平成15年）4月23日                               | 下志筑                 |
| 木造不動明王立像                                         | 彫刻       | 2003年（平成15年）4月23日                               | 上稲吉                 |
| 銅造菩薩立像                                             | 彫刻       | 2004年（平成16年）3月25日                               | 深谷                   |
| 銅造千手観音菩薩立像                                     | 彫刻       | 2004年（平成16年）3月25日                               | 坂                     |
| 木造十一面観音菩薩立像                                   | 彫刻       | 2004年（平成16年）3月25日                               | 坂                     |
| 木造千手観音菩薩坐像                                     | 彫刻       | 2004年（平成16年）3月25日                               | 安食                   |
| 石造五輪塔                                               | 工芸品     | 1973年（昭和48年）9月1日                                | 上志筑                 |
| 石造五輪塔                                               | 工芸品     | 1973年（昭和48年）9月1日                                | 中佐谷                 |
| 貞照の刀                                                 | 工芸品     | 1975年（昭和50年）6月1日                                | 県立歴史館             |
| 厨子                                                     | 工芸品     | 1975年（昭和50年）9月27日                               | 宍倉                   |
| 粟田の石塔                                               | 工芸品     | 1993年（平成5年）10月1日                                | 粟田                   |
| 本堂家の采配                                             | 工芸品     | 1993年（平成5年）10月1日                                | 中志筑                 |
| 銅造薬師如来懸仏                                         | 工芸品     | 2004年（平成16年）3月25日                               | 坂                     |
| 銅造阿弥陀如来懸仏                                       | 工芸品     | 2004年（平成16年）3月25日                               | 坂                     |
| 板碑                                                     | 考古資料   | 1979年（昭和54年）6月1日                                | 上佐谷                 |
| 富士見塚古墳・富士見塚古墳出土品 （富士見塚出土品 (2) ） | 考古資料   | 1999年（平成11年）11月25日                              | 富士見塚古墳公園展示館 |
| 風返稲荷山古墳出土品                                     | 考古資料   | 2000年（平成12年）12月8日                               | 市郷土資料館           |
| 田伏鹿島神社算額                                         | 有形民俗   | 1978年（昭和53年）6月20日                               | 田伏                   |
| 柏崎素鵞神社絵馬                                         | 有形民俗   | 1978年（昭和53年）6月20日                               | 柏崎                   |
| 成井ばやし                                               | 無形民俗   | 1988年（昭和63年）8月24日                               | 西成井                 |
| 藤切り祇園祭                                             | 無形民俗   | 1999年（平成11年）11月25日                              | 深谷                   |
| 師付の田井                                               | 史跡       | 1971年（昭和46年）8月1日                                | 中志筑                 |
| 大塚古墳                                                 | 史跡       | 1971年（昭和46年）8月1日                                | 下志筑                 |
| 願成寺跡                                                 | 史跡       | 1971年（昭和46年）8月1日                                | 上志筑                 |
| 笠松城跡                                                 | 史跡       | 1971年（昭和46年）8月1日                                | 中佐谷                 |
| 本堂家の墓所                                             | 史跡       | 1971年（昭和46年）8月1日                                | 中志筑                 |
| 狐塚古墳                                                 | 史跡       | 1973年（昭和48年）9月1日                                | 下志筑                 |
| 御野立所                                                 | 史跡       | 1973年（昭和48年）9月1日                                | 上志筑                 |
| 中根長者の屋敷跡                                         | 史跡       | 1973年（昭和48年）9月1日                                | 下土田                 |
| 椿堂遺跡                                                 | 史跡       | 1973年（昭和48年）9月1日                                | 上土田                 |
| 関戸瓦窯跡                                               | 史跡       | 1973年（昭和48年）9月1日                                | 上佐谷                 |
| 助六の首塚                                               | 史跡       | 1973年（昭和48年）9月1日                                | 下佐谷                 |
| 西田古墳群                                               | 史跡       | 1973年（昭和48年）9月1日                                | 上稲吉                 |
| 宍倉城本丸跡                                             | 史跡       | 1974年（昭和49年）3月22日                               | 宍倉                   |
| 戸崎城本丸跡                                             | 史跡       | 1974年（昭和49年）3月22日                               | 戸崎                   |
| 牛渡銚子塚古墳                                           | 史跡       | 1974年（昭和49年）3月22日                               | 牛渡                   |
| 十日塚古墳                                               | 史跡       | 1974年（昭和49年）3月22日                               | 坂                     |
| 稲荷山古墳                                               | 史跡       | 1974年（昭和49年）3月22日                               | 坂                     |
| 富士見塚古墳                                             | 史跡       | 1974年（昭和49年）3月22日 （1993年（平成5年）12月15日） | 柏                     |
| 大日山古墳                                               | 史跡       | 1974年（昭和49年）3月22日                               | 宍倉                   |
| 浅間山古墳                                               | 史跡       | 1974年（昭和49年）3月22日                               | 宍倉                   |
| 牛塚古墳                                                 | 史跡       | 1974年（昭和49年）3月22日                               | 牛渡                   |
| ナギ                                                     | 天然記念物 | 1981年（昭和56年）3月20日                               | 田伏                   |

- 市登録文化財

| 名称               | 種類   | 登録年月日                | 所在地 |
| 鈴木家住宅養蚕小屋 | 建造物 | 2003年（平成15年）9月19日 | 加茂   |

## 出身著名人
- 伊東甲子太郎 - 新選組参謀
- 鈴木三樹三郎 - 新選組九番隊組長、伊東甲子太郎実弟
- 小松崎善久 - 元プロ野球選手
- 坂克彦 - 茨城アストロプラネッツ監督、元プロ野球選手
- アントキの猪木 - お笑い芸人、元千代田町職員
- 宮田英里 - アナウンサー
- 飯田吉英 - 畜産学者。ソーセージの父とも。

## 郵政

### 郵便番号
郵便番号は以下の通りとなっている。
- 石岡郵便局（石岡市）：315-xxxx（千代田地区）
- 出島郵便局：300-01xx（霞ヶ浦地区西部）
- 田伏郵便局：300-02xx（霞ヶ浦地区東部）

### 郵便局
- 〒300-0121 志士庫郵便局
- 〒300-0135 平川簡易郵便局
  - 昭和38年11月1日 設置
- 〒300-0199 出島郵便局
- 〒300-0205 安飾郵便局
- 〒300-0213 牛渡郵便局
- 〒300-0214 志戸崎簡易郵便局
  - 昭和38年11月1日 設置
- 〒300-0299 田伏郵便局
- 〒315-0052 千代田七会郵便局
- 〒315-0054 千代田下稲吉郵便局
- 〒315-0058 千代田新治郵便局
- 〒315-0075 千代田志筑郵便局